# Altice Portugal
Altice Portugal (anciennement Portugal Telecom ou PT) est l'opérateur de télécommunications historique portugais, détenu à 100 % par l'homme d'affaires Patrick Drahi, à travers Altice International, contrôlé par Altice Group Lux Sàrl, depuis le 2 juin 2015. Ses actifs au Portugal ont été vendus à Altice en 2015 dans un mouvement de son propriétaire, Oi SA, afin de réduire la dette. Les actifs africains ont été principalement vendus pour la même raison. Portugal Telecom, SGPS SA était divisé en sociétés distinctes : PT Portugal (désormais Altice Portugal) et Pharol (anciennement PT SGPS), qui détient une participation de 27,5 % dans Oi.

## Histoire

Ancien logo de Portugal Telecom.

En septembre 2013, Portugal Telecom fusionne avec l'opérateur de télécommunication brésilien Oi, pour créer une nouvelle entreprise nommée CorpCo, basé à Rio de Janeiro, avec un chiffre d'affaires de 19 milliards de dollars et servant 100 millions de clients.
En novembre 2014, Altice entre en négociation exclusive avec Oi pour le rachat de Portugal Telecom, avec une offre ferme de 7,025 milliards de dollars.
En mars 2018, PT devient Altice Portugal tout en maintenant ses marques commerciales Meo, PT Empresas (pt), Sapo (en), Moche et Uzo.
Le siège d'Altice Portugal à Lisbonne est perquisitionné le 12 juillet 2023 dans le cadre d'une enquête portant sur des soupçons de corruption, blanchiment d'argent et fraude fiscale. Le bras droit de Patrick Drahi et cofondateur d'Altice, Armando Pereira est arrêté le 13 juillet à Lisbonne pour corruption et blanchiment.

## Activités

### Portugal
Altice Portugal détient :
- Meo - Serviços de Comunicações e Multimédia SA : le plus grand opérateur de télécommunications au Portugal. Ses marques d'exploitation incluent Meo, un fournisseur de services quadruple play et SAPO (en), un FAI et un producteur de contenu Web ;
- Altice Labs (anciennement PT Inovação), une société de services informatiques et de recherche et développement ;
- PT Empresas (pt) - société spécialisée dans l'offre de produits et de services au secteur d'activité ;
- PT Pay SA - fournit des services de paiement ;
- PT Contact SA - fournit des services de télémarketing.

### International
Altice Portugal n'exerce plus aucune activité internationale, depuis que tous les actifs internationaux ont été transférés à Oi en 2014.
Le groupe était présent dans de nombreux pays : Brésil, Hongrie, Chine, Macao, Cap-Vert, Timor, Guinée-Bissau, Maroc, Sao Tomé-et-Principe, Namibie, Kenya, Angola, Botswana, Mozambique.
Le Brésil était le deuxième plus grand marché de Portugal Telecom. PT a accepté d'acquérir 22,4 % de Telemar Norte Leste (Oi), la plus grande entreprise de télécommunications du pays, en juillet 2010. Séparément, il détenait également 29 % d'UOL, un important FAI et fournisseur de services Internet basé au Brésil ; et était le seul propriétaire de Dedic, un opérateur de centre d'appel. PT détenait auparavant 29,7 % de Vivo, le plus grand réseau de téléphonie mobile du pays, qu'elle contrôlait conjointement avec Telefónica. Il a toutefois convenu de vendre sa participation à Telefónica pour 7,5 milliards d'euros en juillet 2010.
Les autres principaux actifs internationaux de Portugal Telecom étaient basés en Afrique et en Asie, principalement dans les pays lusophones. Grâce à Africatel, une holding d'investissement détenue à 75 %, PT détenait 18,75% du plus grand opérateur mobile d'Angola, Unitel ; 30 % de Cape Verde Telecom (CVT) au Cap-Vert ; 38,25 % de Santomense de Telecomunicações (CST) à Sao Tomé-et-Principe ; et 25,5 % de l'entreprise mobile namibienne, MTC. La société a cédé une participation de 32 % dans Méditel au Maroc en septembre 2009. En Asie, Portugal Telecom détenait 41,1 % de Timor Telecom au Timor oriental.
La filiale française Marconi France Télécommunications, tout comme Marconi Suisse, a été reprise fin 2005 par Magic Fil Telecom.

## Organisation

### Comité exécutif
Le comité exécutif d'Altice Portugal est composé de :
- Alexandre Filipe Fonseca : Chief Executive Officer
- Alexandre Matos : Chief Financial Officer
- Luís Filipe Dos Santos Alveirinho : Chief Technology Officer
- João Zúquete da Silva : Chief Corporate Officer
- João Epifânio : Chief Sales Officer/B2C
- João Sousa : Chief Sales Officer/B2B
- Alexander Freese : Head of Wholesale

### Actionnaires
Altice Portugal n'est plus une société cotée en bourse, depuis que 100 % de son capital est détenu par le groupe Altice.
Au 15 novembre 2011, ses principaux actionnaires étaient Espírito Santo Financial Group (11,30 %), RS Holding (10,05 %), Capital Research and Management (9,97 %), Oi (7,00 %), Caixa Geral de Depósitos (6,23 %), Brandes Investment Partners (5,24 %) et Norges Bank (5,01 %).
Après la privatisation, le gouvernement portugais possédait 500 actions privilégiées dans PT, qui détenait des droits spéciaux sur les décisions de gestion de la société et empêchait un actionnaire de détenir plus de 10 % des droits de vote dans l'entreprise. Les actions en or ont fait l'objet d'un long différend entre le gouvernement et la Commission européenne, qui a allégué que leur existence était illégale en vertu du droit de l'UE. Le Portugal a fait valoir que les actions étaient dans l'intérêt public. Une affaire portée devant la Cour européenne de justice par la Commission pour forcer le gouvernement à céder ses actions a abouti à l'annonce de leur abolition en juillet 2011.
Le 2 octobre 2013, il a été signalé que Portugal Telecom et Oi du Brésil fusionneraient pour créer une société basée au Brésil.
Depuis le 2 juin 2015, Portugal Telecom est une filiale détenue à 100 % par Altice, une multinationale du câble et des télécommunications présente en France, en Israël, en Belgique, au Luxembourg, aux Antilles et en République Dominicaine et en Suisse.